# Serendi
Serendi (kasachisch Зеренді, russisch Зеренда Serenda) ist ein Ort in Kasachstan.

## Geografie
Der Ort befindet sich im Norden Kasachstans im Gebiet Aqmola rund 40 Kilometer südwestlich von Kökschetau und etwa 250 Kilometer nördlich der Hauptstadt Astana. Serendi liegt an den nordöstlichen Hängen der Serendi-Berge im zentralen Teil des Kökschetau-Hochlandes sowie am Ufer des Serendi-Sees. Die Umgebung ist Teil des Nationalparks Kökschetau. Die weiter Umgebung ist flach und besteht hauptsächlich aus landwirtschaftlichen Flächen. In der Region herrscht ein kaltes Steppenklima mit kalten Wintern und heißen und trockenen Sommern.

## Geschichte
Serendi wurde 1824 von sechs Familien sibirischer Kosaken gegründet, die an das Ufer des gleichnamigen Sees verlegt wurden. 1836 erhielt der militärische Außenposten den Status eines Dorfes und bereits vier Jahre später kamen weitere Siedler in den Ort. Diesmal waren es vor allem Bauern aus den zentralen Provinzen Russland, die sich in Serendi niederließen.
Zu Sowjetzeiten wurde 1930 im Ort ein landwirtschaftlicher Kollektivbetrieb gegründet. 1935 wurde der Rajon Serendi gegründet, dessen Verwaltungszentrum der Ort wurde. In der Umgebung wurden ab Mitte der 1950er Jahre im Zuge der Neuland-Kampagne im großen Rahmen landwirtschaftliche Anbauflächen geschaffen. Mitte der 1960er Jahre wurde Serendi ans Stromnetz angeschlossen.

## Bevölkerung
Bei der Volkszählung 1999 hatte Serendi 7.698 Einwohner. Die letzte Volkszählung 2009 ergab für den Ort eine Einwohnerzahl von 7.083. Die Fortschreibung der Bevölkerungszahl ergab zum 1. Januar 2025 eine Einwohnerzahl von 6.945.
| Einwohnerentwicklung | Einwohnerentwicklung | Einwohnerentwicklung | Einwohnerentwicklung | Einwohnerentwicklung | Einwohnerentwicklung | Einwohnerentwicklung |
| 1939                 | 1959                 | 1970                 | 1979                 | 1989                 | 1999                 | 2009                 |
| -------------------- | -------------------- | -------------------- | -------------------- | -------------------- | -------------------- | -------------------- |
| 3.237                | 6.915                | 7.169                | 7.980                | 8.800                | 7.698                | 7.083                |